# 二异松蒎基氯硼烷
二异松蒎基氯硼烷是一种有机硼化合物，化学式为C20H34BCl，它是一种手性还原剂，可以将酮还原为醇。
它可由α-蒎烯和二甲硫醚合氯硼烷反应制得。